# Halaelurus natalensis
Halaelurus natalensis é uma espécie de tubarão da família Pentanchidae [en]. Encontrado em áreas arenosas e nas periferias de recifes ao largo da África do Sul e possivelmente de Moçambique, vive próximo à costa, geralmente a profundidades de até 100 metros. Pequeno e esguio, atinge 50 cm de comprimento e possui uma cabeça larga e achatada com a ponta do focinho voltada para cima. É identificado por seu padrão de coloração dorsal, com dez selas marrom-escuras sobre um fundo marrom-amarelado.
Demersal e pouco ativo, o tubarão Halaelurus natalensis alimenta-se de uma ampla variedade de peixes e invertebrados próximos ao fundo do mar. É uma espécie ovípara, com as fêmeas retendo os ovos internamente até que os embriões estejam em estágio avançado de desenvolvimento, o que resulta em um curto período de eclosão após a postura. Produz de 12 a 22 ovos encapsulados em bolsas de sereia por vez, que a fêmea fixa ao fundo. Capturado como fauna acompanhante por pescadores comerciais e desportivos, não tem valor econômico. A União Internacional para a Conservação da Natureza (IUCN) classifica-o como vulnerável.

## Taxonomia
O ictiólogo britânico Charles Tate Regan descreveu o tubarão Halaelurus natalensis em uma edição de 1904 da revista científica Annals and Magazine of Natural History, com base em dois espécimes doados ao Museu Britânico por J. F. Queckett. Ele classificou a espécie no gênero Scyllium (um sinônimo de Scyliorhinus) e atribuiu o epíteto específico natalense, pois os espécimes-tipo teriam sido coletados na costa da Colônia de Natal, África do Sul (embora haja suspeitas de que foram rotulados incorretamente e vieram da baía de Algoa [en]). Autores posteriores reclassificaram esta espécie no gênero Halaelurus [en]. O tubarão Halaelurus lineatus [en] já foi considerado conspecífico com H. natalensis, até ser descrito como uma espécie distinta em 1975.

## Descrição
O corpo de Halaelurus natalensis é esguio e firme, alcançando até 50 cm de comprimento. A cabeça é larga e achatada, com a ponta do focinho distinta e voltada para cima. Os olhos ovais horizontais estão posicionados no topo da cabeça, protegidos por membranas nictitantes rudimentares. Sob cada olho, há uma crista larga, e atrás, um espiráculo. As narinas, de tamanho médio, são divididas por abas de pele semelhantes a lobos nas bordas anteriores, que não alcançam a boca grande. A boca forma um arco amplo, com sulcos curtos nos cantos. Quando fechada, o centro da mandíbula inferior fica bem abaixo da superior, deixando os dentes superiores expostos. Os dentes são pequenos, com três cúspides (raramente cinco), sendo a central a mais longa. Os cinco pares de fendas branquiais estão acima do nível da boca e voltados ligeiramente para cima.
As barbatanas peitorais são relativamente grandes e arredondadas. A origem da primeira barbatana dorsal está sobre o último terço da base das barbatanas pélvicas, enquanto a da segunda dorsal, muito maior, está sobre a parte posterior da barbatana anal. Os clásperes de machos adultos são moderadamente longos e afilados, embora em alguns indivíduos possam ser nodosos e espiculados. A barbatana anal é aproximadamente do mesmo tamanho que as pélvicas, menor, mas com base mais longa que a segunda dorsal. A barbatana caudal curta tem um lobo inferior pouco distinto e uma incisura ventral perto da ponta do lobo superior. A pele é espessa; os dentículos dérmicos possuem coroas com três pontas e são mais espaçados que em outras espécies do gênero. De cor marrom-amarelada no dorso e creme na face ventral, este tubarão apresenta uma série característica de dez selas dorsais da cabeça à cauda; cada sela é marrom-escura com bordas mais escuras e centro mais claro. Diferentemente de Halaelurus lineatus [en], não há pontos ou marcações adicionais entre as selas.

## Distribuição e habitat
O tubarão Halaelurus natalensis é endêmico da África Austral, mas os limites de sua distribuição não são bem conhecidos. Ocorre nas províncias do Cabo Ocidental e Cabo Oriental, África do Sul, enquanto registros no leste, em Cuazulo-Natal e Moçambique, são incertos devido à confusão com H. lineatus [en]. Comum e demersal, habita a plataforma continental, preferindo áreas arenosas e as bordas de recifes. É geralmente encontrado da costa até 100 metros de profundidade; tubarões na parte leste de sua distribuição tendem a ocorrer em águas mais profundas que os do oeste. Há registros da espécie a até 172 metros, e um registro questionável a 355 metros, na encosta continental. Pode haver segregação por tamanho, com adultos encontrados mais afastados da costa.

## Biologia e ecologia

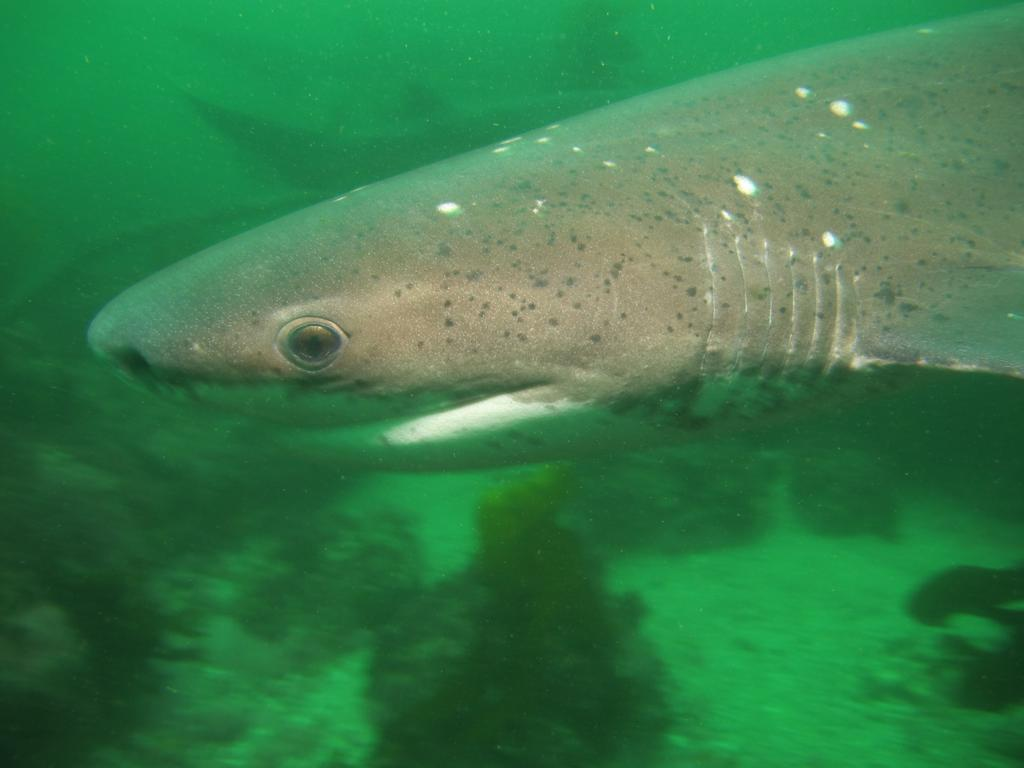
O cação-bruxa é conhecido por predar Halaelurus natalensis.

Lento, o tubarão Halaelurus natalensis é um predador de uma ampla gama de organismos bentônicos. Sua dieta é dominada por peixes ósseos e crustáceos, incluindo também cefalópodes, poliquetas, tubarões menores e restos de peixes. Foi observado nos locais de desova de Loligo reynaudii [en], alimentando-se de lulas que descem ao fundo do mar para acasalar e depositar ovos. Predadores conhecidos incluem o cação-bruxa (Notorynchus cepedianus) e o tubarão-mangona (Carcharias taurus).
A reprodução de H. natalensis é ovípara: as fêmeas produzem 6–11 (geralmente 6–9) ovos em cada um de seus dois ovidutos por vez. Os ovos são contidos em bolsas de sereia resistentes, com cerca de 4 cm de comprimento e 1,5 cm de largura; as cápsulas possuem filamentos espessos nos cantos que permitem fixá-las ao fundo do mar. A fêmea retém os ovos internamente até que os embriões estejam substancialmente desenvolvidos, medindo pelo menos 4,3 cm de comprimento. Assim, os ovos eclodem em apenas um ou dois meses após a postura, reduzindo o tempo de exposição a predadores. Machos e fêmeas começam a atingir a maturidade sexual com 29–35 cm e 30–44 cm de comprimento, respectivamente.

## Interações com humanos
Inofensivo aos humanos, o tubarão Halaelurus natalensis é capturado como fauna acompanhante por arrastões de fundo, pescadores desportivos e, raramente, pescadores de lulas. Embora comestível, não é valorizado comercialmente e geralmente descartado. A União Internacional para a Conservação da Natureza (IUCN) classifica esta espécie como vulnerável.